# 薩沃納 (紐約州)
薩沃納（英語：Savona）是位於美國紐約州斯托本縣的村。

## 人口
根據2020年美國人口普查的數據，薩沃納的面積為2.69平方千米，皆為陸地。當地共有人口672人，而人口密度為每平方千米250人。